# Kansai Ki-in
La Kansai Ki-in (in giapponese: 関西棋院, «Associazione di Go del Kansai») è un ente che si occupa di organizzare e promuovere l'attività goistica in Giappone. Sebbene non sia grande quanto la sua controparte, la Nihon Ki-in, anche la Kansai Ki-in rilascia diplomi a giocatori dilettanti forti e gestisce goisti professionisti.

## Storia
Nel corso della Seconda guerra mondiale, le comunicazioni tra Osaka (nella regione del Kansai) e Tokyo divennero difficili, e i giocatori del Kansai trovarono molto scomodo doversi recare a Tokyo per partecipare agli eventi; la Nihon Ki-in decise allora di fondare una filiale occidentale. Nel 1950 sorsero alcune dispute relative al titolo di Hon'inbō, e la filiale occidentale, sotto la guida del goista Utaro Hashimoto, si separò e divenne indipendente.
Nel 2010 si è verificato il caso senza precedenti che i giocatori della Kansai Ki-in detenevano due titoli maggiori contemporaneamente: Hideyuki Sakai vinse il Gosei e Satoshi Yuki il Tengen.
Nel 2022 sono circa 120 i giocatori professionisti affiliati alla Kansai Ki-in, contro i circa 400 della Nihon Ki-in.

## Tornei organizzati dalla Kansai Ki-in
- Campionato della Kansai Ki-in
- Kansai Ki-in Primo Posto